# Tisza Kálmán Lajos
Borosjenői és szegedi gróf Tisza Kálmán Lajos (Geszt , 1914. szeptember 7. – New York, 1974. augusztus 23.) takarékpénztári felügyelő, Tisza István unokája, ifjabb Tisza István fia, anyja Sándor Jolán. Apja korai halála után nevelőapja Rakovszky Iván (1885–1960) volt.

## Életpályája
A debreceni Magyar Királyi Gazdasági Akadémián tanult. 1941-ben a Biharmegyei Takarékpénztár nagyváradi pénzintézetéhez és annak nagykárolyi és érmihályfalvai fiókjaihoz felügyelőnek nevezték ki.
1936-ban december 19-én a Kálvin téri református templomban tartotta esküvőjét gróf ifj. Tisza Kálmán Lajos és Rudnay Alexia. A budapesti esküvőt megelőzte egy egyházi esküvő a szomszéd birtokos elit részvételével Edelsheim grófék felsőelefánti birtokán. Rudnay Alexiától 1939. december 6-án Budapesten elvált.
1941-ben ismét megnősült, felesége az észt származású Brennert Gréta volt, akitől öt gyermeke született: György, István, József, László és Ilona.
Mint legidősebb fiúági leszármazott, hitbizományként ő örökölte Tisza István gróf nagykovácsi, urai és csengenyfalusi ingatlanjait, valamint a geszti könyvtárt és lakberendezést. Tisza Lajos Kálmán és családja volt a geszti kastély és uradalom, valamint Nagykovácsi utolsó tulajdonosa. A 2. világháborút követően 1946-ban Argentínába, majd 1964-ben az Amerikai Egyesült Államokba mentek, ahol a család leszármazottai jelenleg is élnek.
A sírja a Tisza családi kriptában van Geszten.